# Tokeland (Washington)
Tokeland  est une census-designated place américaine de l'État de Washington dans le comté de Pacific. 
La population était de 151 habitants en 2010.